# Scott Wootton
Scott James Wootton (Birkenhead, Inglaterra, 12 de septiembre de 1991) es un futbolista inglés. Juega como defensor y su equipo es el Wellington Phoenix F. C. de la A-League de Australia.

## Trayectoria
Wootton estuvo en la academia del Liverpool de 2004 a 2007, donde fue fichado por el Manchester United hasta 2010, año en que se lo ascendió al primer equipo.
El 30 de septiembre de 2010 se unió al Tranmere Rovers en calidad de préstamo por un mes. Hizo su debut el 2 de octubre de 2010 frente al Brighton con un final en 1, anotando el gol del empate. El 25 de noviembre renovó un segundo periodo de cesión con el club. Con el Tranmere Rovers disputó un total de 7 partidos y anotó un gol.
El 1 de julio de 2011, se unió al Peterborough United a préstamo por 6 meses. Wootton debutó en el Peterborough United el 20 de agosto de 2011 en una victoria por 7-1 sobre el Ipswich Town. El 23 de enero de 2012 regresó al Manchester United después de que su cesión terminara. Con el Peterborough United disputó un total de 11 partidos.
Wootton completó un préstamo al Nottingham Forest sobre el cierre de fichajes, el 31 de enero de 2012, donde permaneció en calidad de préstamo hasta el final de la temporada. En Nottingham Forest jugó 13 partidos.
Hizo su debut en el primer equipo del Manchester United el 26 de septiembre de 2012, en la victoria por 2-1 ante el Newcastle United en la Copa de la Liga en Old Trafford. El 2 de octubre hizo su debut en la UEFA Champions League, al entrar como sustituto en el segundo tiempo por Jonny Evans en la victoria por 2-1 ante el CFR Cluj.
El 9 de enero de 2013 se unió al Peterborough United en calidad de préstamo hasta el final de la temporada. Wootton marcó en su debut el 12 de enero, en una derrota por 2-1 ante el Nottingham Forest.
El 20 de agosto de 2013 deja el Manchester y se unió al Leeds United por 1 millón de libras y por un contrato de tres años. El 27 de agosto de 2013, hizo su debut en el Leeds United por la Copa de la Liga, anotando en la victoria 3-1 sobre Doncaster Rovers.
El 27 de junio de 2018, luego de descender con el Milton Keynes Dons, Wootton fichó por el Plymouth Argyle de la League One.

## Selección nacional
Disputó 3 partidos con el seleccionado sub-17 de Inglaterra.

## Clubes
| Club                                 | País          | Año       |
| ------------------------------------ | ------------- | --------- |
| Manchester United F. C.              | Inglaterra    | 2010-2013 |
| Tranmere Rovers F. C. (préstamo)     | Inglaterra    | 2010-2011 |
| Peterborough United F. C. (préstamo) | Inglaterra    | 2011-2012 |
| Nottingham Forest F. C. (préstamo)   | Inglaterra    | 2012      |
| Peterborough United F. C. (préstamo) | Inglaterra    | 2013      |
| Leeds United F. C.                   | Inglaterra    | 2013-2016 |
| Rotherham United F. C.               | Inglaterra    | 2014-2015 |
| Milton Keynes Dons F. C.             | Inglaterra    | 2016-2018 |
| Plymouth Argyle F. C.                | Inglaterra    | 2018-2021 |
| Wigan Athletic F. C. (préstamo)      | Inglaterra    | 2021      |
| Morecambe F. C.                      | Inglaterra    | 2021-2022 |
| Wellington Phoenix F. C.             | Nueva Zelanda | 2022-     |